# Lekkoatletyka na Igrzyskach Południowego Pacyfiku 1987
Lekkoatletyka na Igrzyskach Południowego Pacyfiku 1987 – zawody lekkoatletyczne podczas Igrzysk Południowego Pacyfiku w Numei.

## Rezultaty

### Mężczyźni
| Konkurencja                        |                                                                                 | Wynik    |                                                                            | Wynik    |                                                                           | Wynik    |
| ---------------------------------- | ------------------------------------------------------------------------------- | -------- | -------------------------------------------------------------------------- | -------- | ------------------------------------------------------------------------- | -------- |
| Bieg na 100 metrów                 | Jean Fantozzi                                                                   | 10,98    | Takale Tuna                                                                | 11,21    | Peauope Suli                                                              | 11,22    |
| Bieg na 200 metrów                 | Takale Tuna                                                                     | 22,10    | Rudy Brizard                                                               | 22,20    | Peauope Suli                                                              | 22,25    |
| Bieg na 400 metrów                 | Takale Tuna                                                                     | 49,14    | Joe Rodan                                                                  | 49,50    | Fosa Torea                                                                | 49,74    |
| Bieg na 800 metrów                 | Alain Lazare                                                                    | 1:55,73  | Semi Vuetibau                                                              | 1:56,17  | Lui Muavesi                                                               | 1:56,21  |
| Bieg na 1500 metrów                | Alain Lazare                                                                    | 3:50,27  | Pascal Adams                                                               | 4:00,11  | Binesh Prasad                                                             | 4:01,62  |
| Bieg na 5000 metrów                | Alain Lazare                                                                    | 14:15,12 | Pascal Adams                                                               | 15:20,21 | Aaron Dupnai                                                              | 15:23,36 |
| Bieg na 10 000 metrów              | Alain Lazare                                                                    | 30:59,99 | Aaron Dupnai                                                               | 32:28,63 | Shiri Chand                                                               | 33:14,16 |
| Maraton                            | Alain Lazare                                                                    | 2:26:58  | Aaron Dupnai                                                               | 2:32:56  | Yannick Moglia                                                            | 2:41.06  |
| Bieg na 3000 metrów z przeszkodami | Alain Lazare                                                                    | 9:07,11  | Davendra Singh                                                             | 9:32,16  | Pascal Adams                                                              | 9:38,49  |
| Bieg na 110 metrów przez płotki    | Robert Tupuhoé                                                                  | 14,76    | Albert Miller                                                              | 14,80    | Glenn Barff                                                               | 15,04    |
| Bieg na 400 metrów przez płotki    | Robert Tupuhoé                                                                  | 52,37    | Edmond Humuni                                                              | 53,03    | Yves Martin                                                               | 53,06    |
| Skok wzwyż                         | Clément Poaniewa                                                                | 2,02     | Jean-Luc Ebbs                                                              | 1,98     | Guillaume Vendegou                                                        | 1,96     |
| Skok o tyczce                      | Jean-Luc Mu Kwai Chuan                                                          | 4,60     | Gaël Marlier                                                               | 4,55     | Thierry Tekuataoa                                                         | 4,35     |
| Skok w dal                         | Steeve Druminy                                                                  | 7,39     | Jean-Jacques Honda                                                         | 7,27     | Setiliki Mateialona                                                       | 6,99     |
| Trójskok                           | Jean Fantozzi                                                                   | 15,73    | Steeve Druminy                                                             | 15,53    | Thierry Temauri                                                           | 14,49    |
| Pchnięcie kulą                     | Soane Suve                                                                      | 15,97    | Pierre Alexandrine                                                         | 15,36    | Sanitesi Latu                                                             | 14,75    |
| Rzut dyskiem                       | Gordon Barff                                                                    | 51,30    | Martial Bone                                                               | 47,20    | Frédéric Cassier                                                          | 44,72    |
| Rzut młotem                        | Soane Lakafia                                                                   | 57,90    | Frédéric Cassier                                                           | 55,52    | Pierre-Chanel Sao                                                         | 49,88    |
| Rzut oszczepem                     | Jean-Paul Lakafia                                                               | 78,96    | Fapiano Fakataulavelua                                                     | 77,36    | Péta Tauhavili                                                            | 75,00    |
| Dziesięciobój                      | Albert Miller                                                                   | 7019     | Glenn Barff                                                                | 6319     | Ferdinand Nongkas                                                         | 5722     |
| Sztafeta 4 × 100 metrów            | Nowa Kaledonia · Christophe Simonin · Remy Chenu · Rudy Brizard · Jean Fantozzi | 41,07    | Tonga · Cedric Mateialona · Peni‘Akau Loloa · Sitaneli Mafi · Peauope Suli | 41,64    | Papua-Nowa Gwinea · Emmanuel Mack · John Hou · David Susame · Takale Tuna | 41,71    |
| Sztafeta 4 × 400 metrów            | Fidżi · Henry Rogo · Braeman Yee · Lui Muavesi · Joe Rodan                      | 3:17,46  | Papua-Nowa Gwinea · John Hou · Takale Tuna · Clement Taipala · Fosa Torea  | 3:18,99  | Nowa Kaledonia · Thelisse · Rudy Brizard · Edmond Humuni · Samuel Pellan  | 3:21,13  |

### Kobiety
| Konkurencja                     |                                                                                        | Wynik    |                                                                                         | Wynik    |                                                                               | Wynik    |
| ------------------------------- | -------------------------------------------------------------------------------------- | -------- | --------------------------------------------------------------------------------------- | -------- | ----------------------------------------------------------------------------- | -------- |
| Bieg na 100 metrów              | Ghislaine Saint-Prix                                                                   | 12,62    | Albertine An                                                                            | 12,63    | Laure Uedre                                                                   | 12,81    |
| Bieg na 200 metrów              | Brigitte Hardel                                                                        | 24,62    | Albertine An                                                                            | 25,41    | Laure Uedre                                                                   | 25,69    |
| Bieg na 400 metrów              | Brigitte Hardel                                                                        | 56,32    | Kanai Koniel                                                                            | 59,41    | Véronique Becker                                                              | 59,64    |
| Bieg na 800 metrów              | Attina Sawtell                                                                         | 2:15,58  | Kim Petersen                                                                            | 2:17,33  | Elanga Buala                                                                  | 2:18,51  |
| Bieg na 1500 metrów             | Nadia Bernard                                                                          | 4:35,94  | Poloni Avek                                                                             | 4:45,71  | Kelea Vetuku                                                                  | 4:50,94  |
| Bieg na 3000 metrów             | Nadia Bernard                                                                          | 10:03,46 | Poloni Avek                                                                             | 10:34,44 | Teroro Meyer                                                                  | 10:35,67 |
| Bieg na 100 metrów przez płotki | Albertine An                                                                           | 14,37    | Brigitte Hardel                                                                         | 14,47    | Sainiana Tukana                                                               | 15,15    |
| Bieg na 400 metrów przez płotki | Brigitte Hardel                                                                        | 60,96    | Sainiana Tukana                                                                         | 61,90    | Léonne Ley                                                                    | 63,09    |
| Skok wzwyż                      | Albertine An                                                                           | 1,65     | Annie Tokona                                                                            | 1,63     | Dionne Gardner                                                                | 1,63     |
| Skok w dal                      | Brigitte Hardel                                                                        | 5,92     | Albertine An                                                                            | 5,77     | Corinne Martin                                                                | 5,63     |
| Pchnięcie kulą                  | Siu Ivakuka                                                                            | 14,00    | Marie-Danielle Teanyouen                                                                | 13,75    | Marie-Christine Fakaté                                                        | 13,67    |
| Rzut dyskiem                    | Marie-Christine Fakaté                                                                 | 46,42    | Sandra Pito                                                                             | 45,22    | Marie-Lucie Pauga                                                             | 43,28    |
| Rzut oszczepem                  | Mereoni Vibose                                                                         | 52,26    | Anna Tulitau                                                                            | 50,04    | Diane Méaméa                                                                  | 49,16    |
| Siedmiobój                      | Sainiana Tukana                                                                        | 4822     | Albertine An                                                                            | 4817     | Iammo Launa                                                                   | 4772     |
| Sztafeta 4 × 100 metrów         | Nowa Kaledonia · Laure Uedre · Corinne Martin · Brigitte Hardel · Ghislaine Saint-Prix | 47,32    | Polinezja Francuska · Jessie Manutahi · Aimata Leroy · Sandra Yansaud · Albertine An    | 47,64    | Papua-Nowa Gwinea · Yal Jonathan · Kanai Koniel · Barbara Sapea · Iammo Launa | 48,52    |
| Sztafeta 4 × 400 metrów         | Nowa Kaledonia · Catherine Uedre · Patricia Rouby · Véronique Becker · Brigitte Hardel | 3:52,58  | Polinezja Francuska · Véronique Boyer · Katia Sanford · Marie-Line Marraud · Léonne Ley | 3:59,53  | Papua-Nowa Gwinea · Gisung Ngalau · Barbara Sapea · Lily Tua · Kanai Koniel   | 3:59,54  |